# Neostega prouti
Neostega prouti är en fjärilsart som beskrevs av Debauche 1938. Neostega prouti ingår i släktet Neostega och familjen mätare. Inga underarter finns listade i Catalogue of Life.